# Psalidomyrmex reichenspergeri
Psalidomyrmex reichenspergeri är en myrart som beskrevs av Santschi 1913. Psalidomyrmex reichenspergeri ingår i släktet Psalidomyrmex och familjen myror. Inga underarter finns listade i Catalogue of Life.

## Bildgalleri

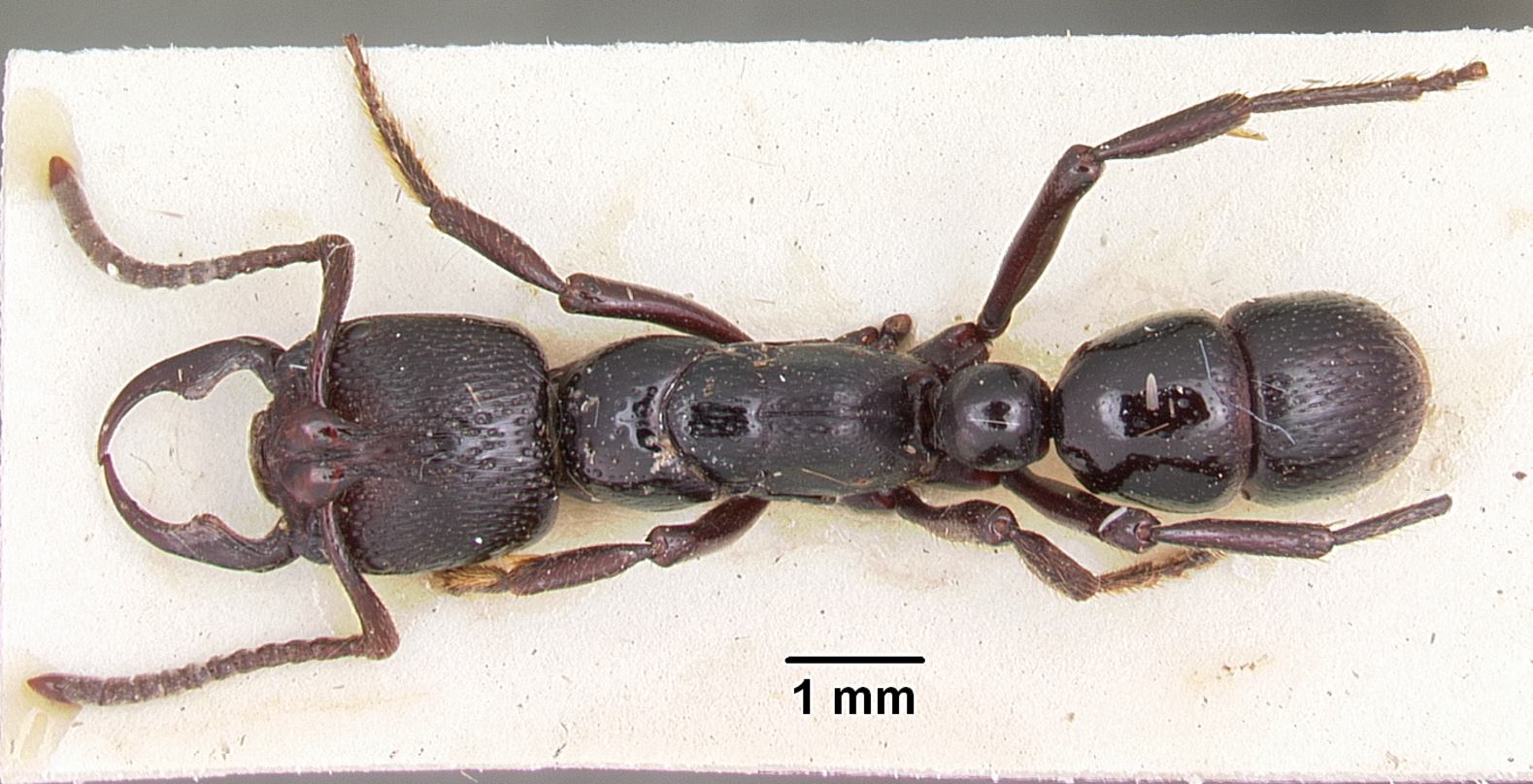
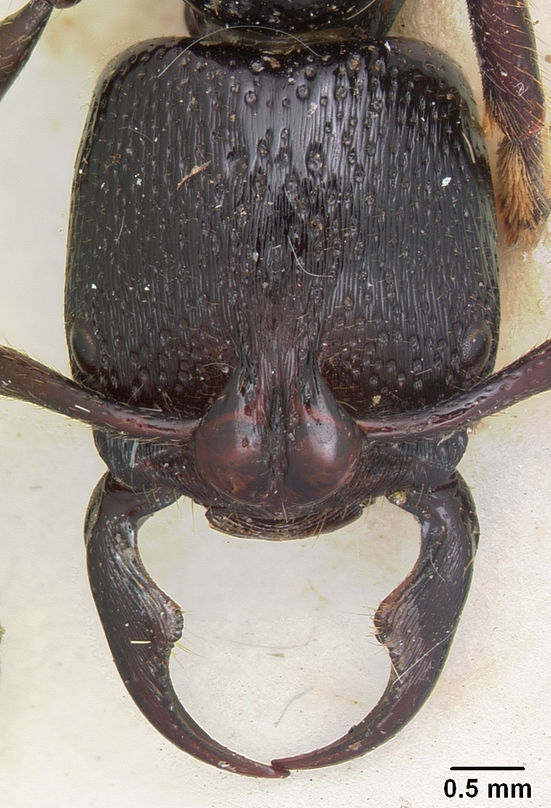
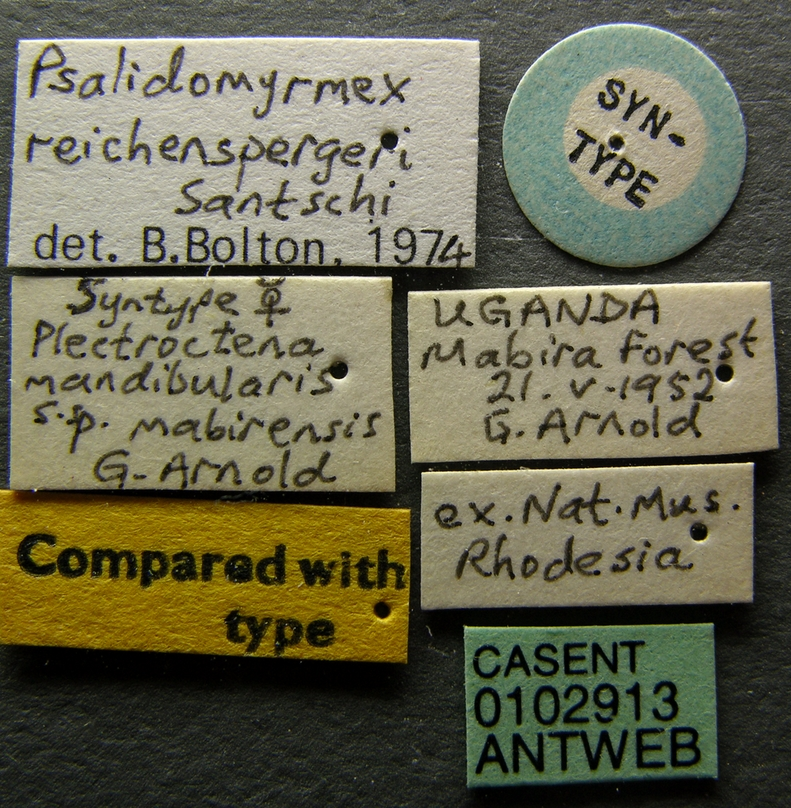
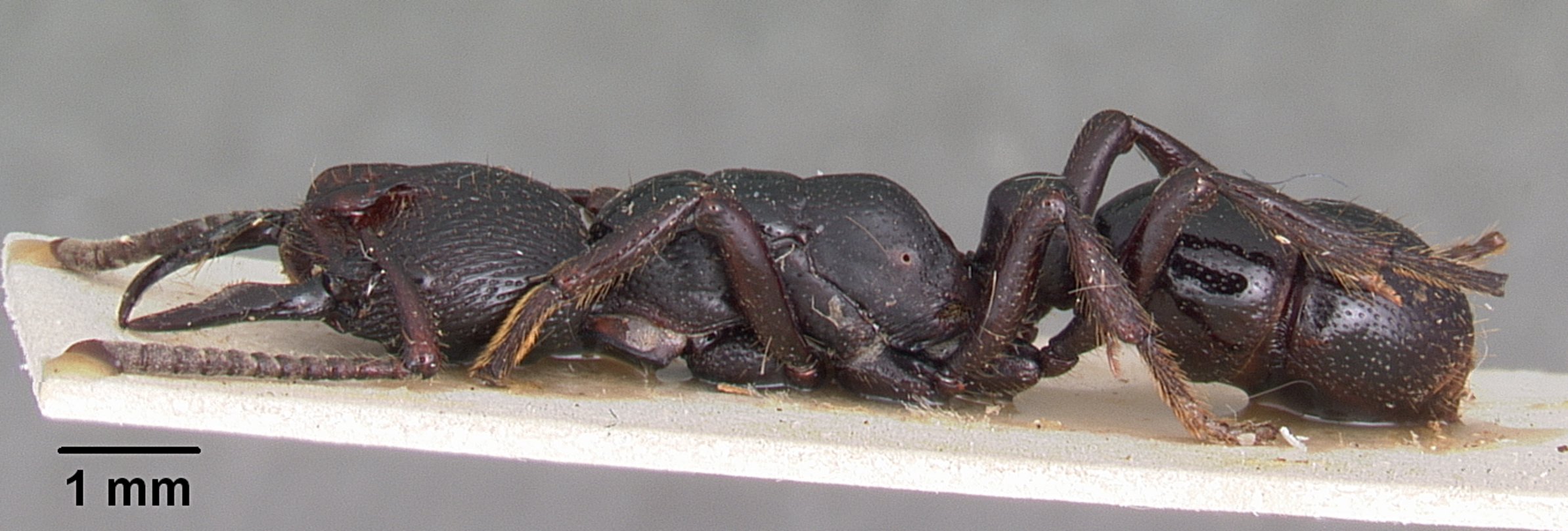
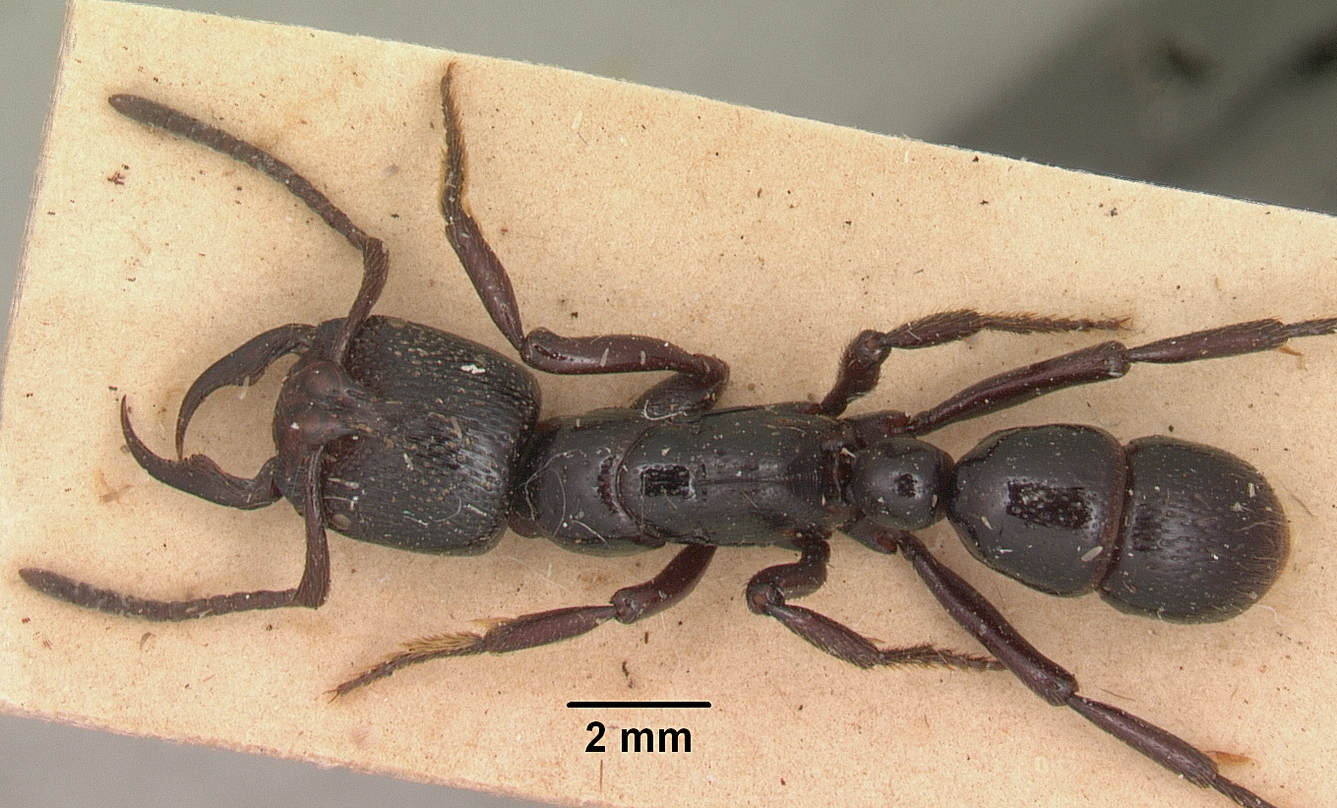
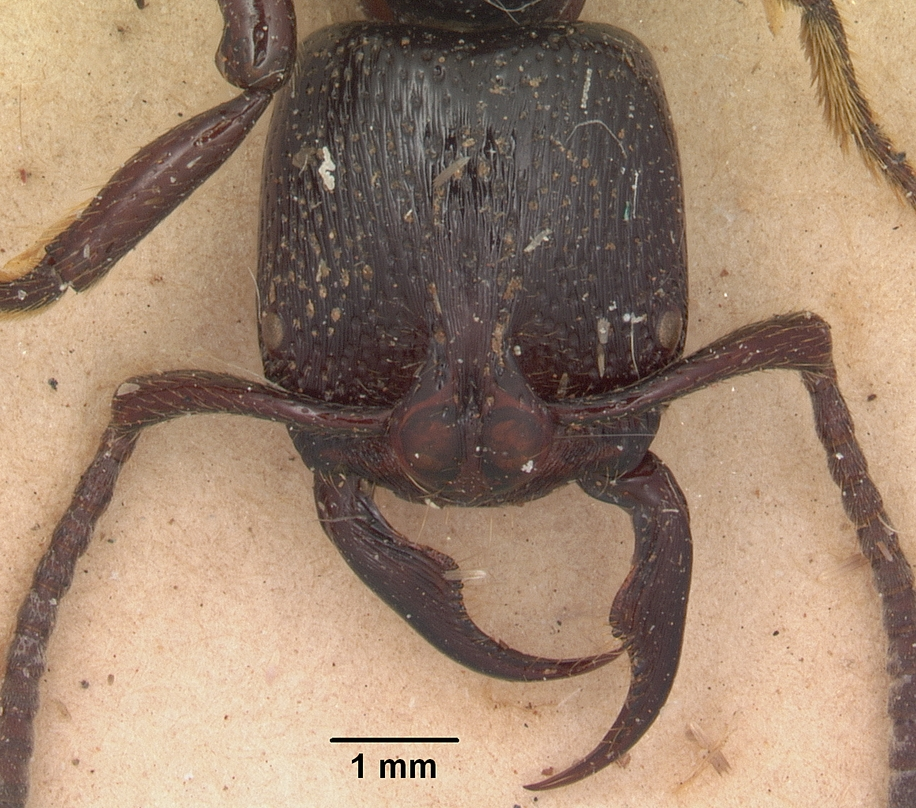